# Acacia stipulosa
Acacia stipulosa é uma espécie de leguminosa do gênero Acacia, pertencente à família Fabaceae.